# Altdrossenfeld

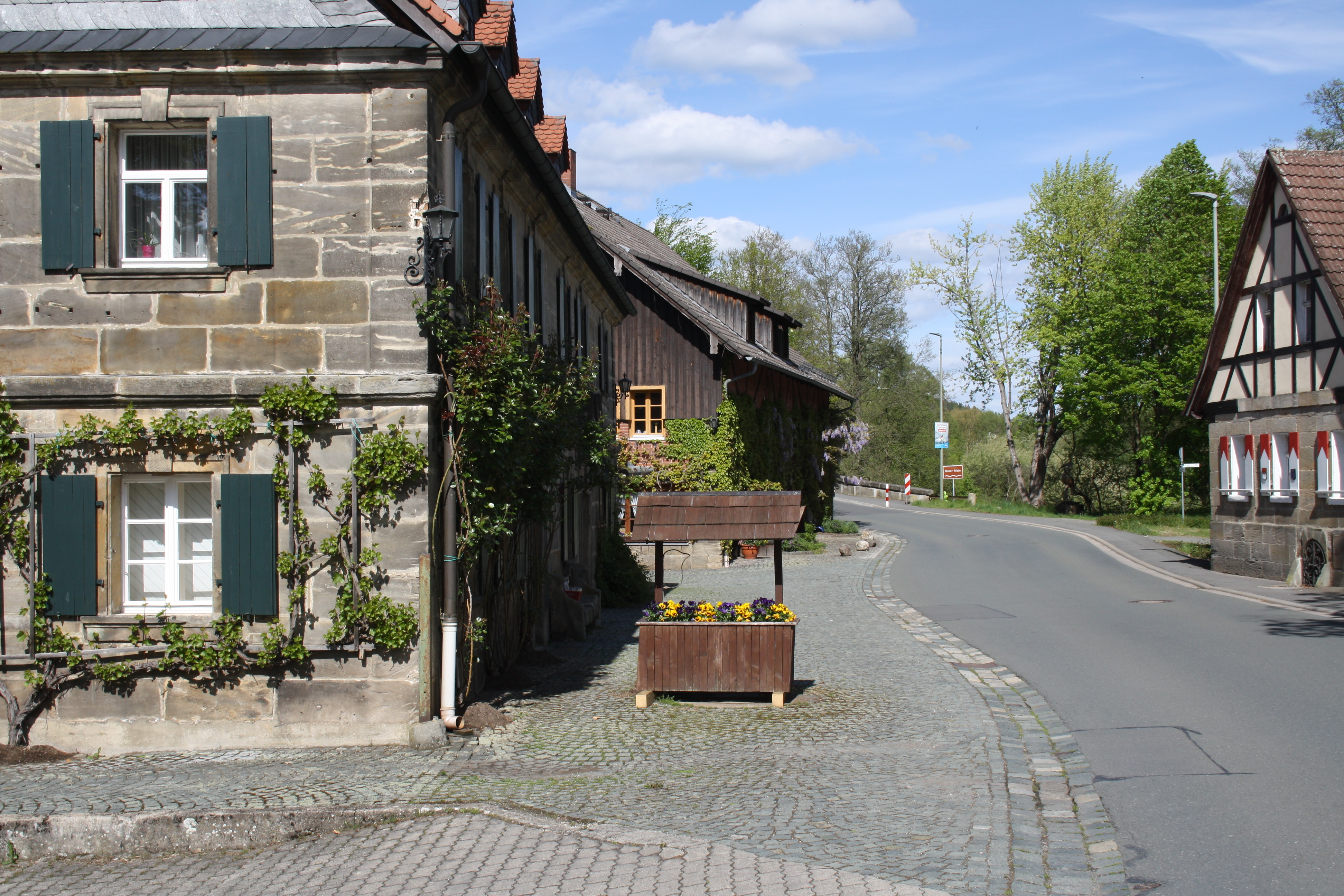
Hauptstraße in Altdrossenfeld

Altdrossenfeld ist ein Dorf in der Gemeinde Neudrossenfeld im oberfränkischen Landkreis Kulmbach in Bayern.
Die Gemarkung Altdrossenfeld hat eine Fläche von 2,053 Quadratkilometer. Sie ist in 469 Flurstücke aufgeteilt, die eine durchschnittliche Flurstücksfläche von 4378,42 Quadratmeter haben. In ihr liegen neben dem namensgebenden Ort die Gemeindeteile Aichen, Unterzinkenflur und Waldmannsberg.

## Geographie
Das Dorf liegt am linken Ufer des Roten Mains. Dieser fließt unmittelbar östlich vorbei und macht eine Biegung in Richtung Westen, wo er unmittelbar nördlich vorbeifließt. Die Kreisstraße KU 18 führt nach Neudrossenfeld (700 Meter nordöstlich) bzw. zur Bundesstraße 85 (500 Meter südlich), die den Ort westlich tangiert. Eine Gemeindeverbindungsstraße führt die Staatsstraße 2189 kreuzend nach Waldmannsberg (1000 Meter südwestlich).

## Geschichte

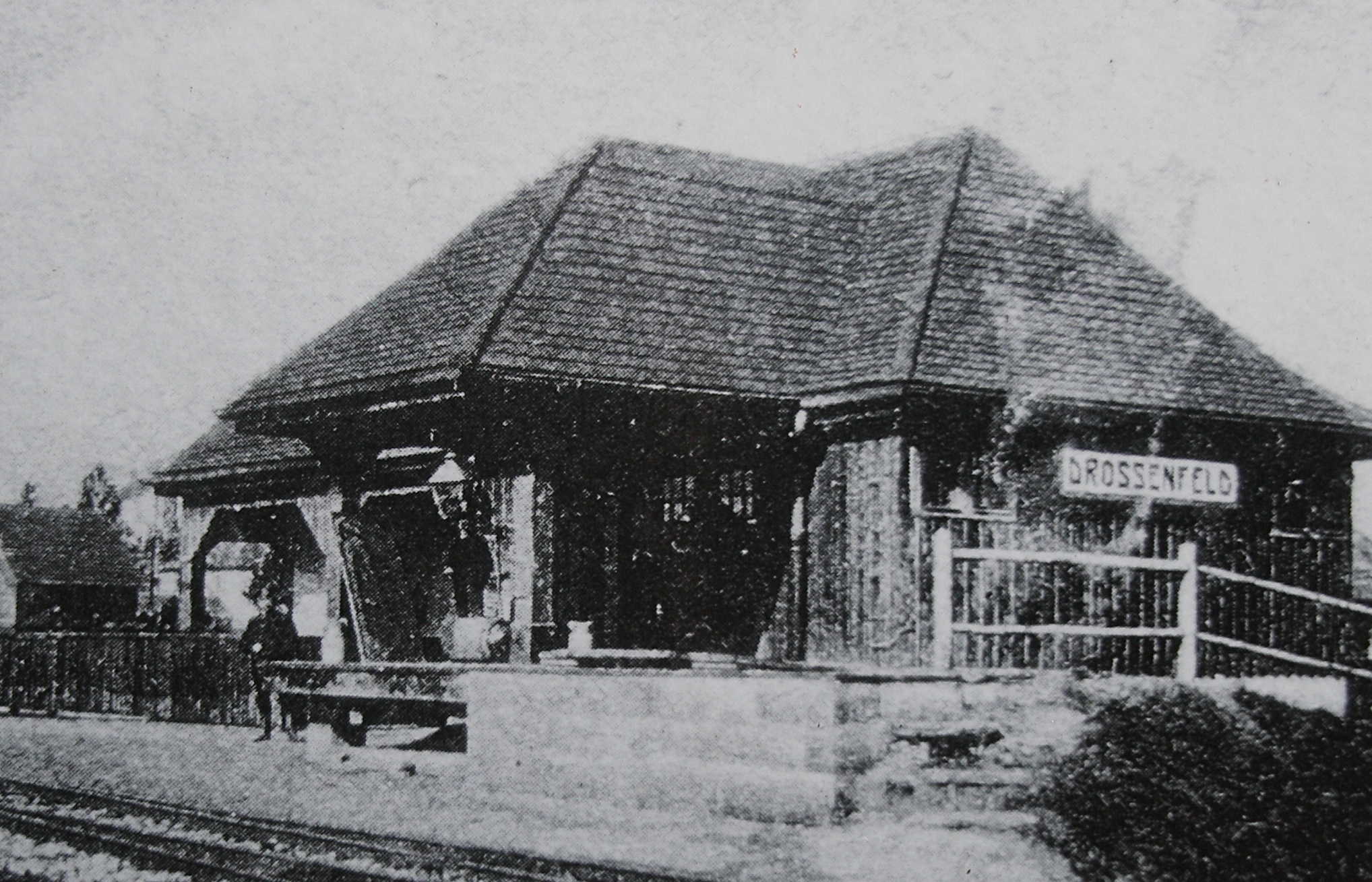
Bahnhof Drossenfeld (um 1915)

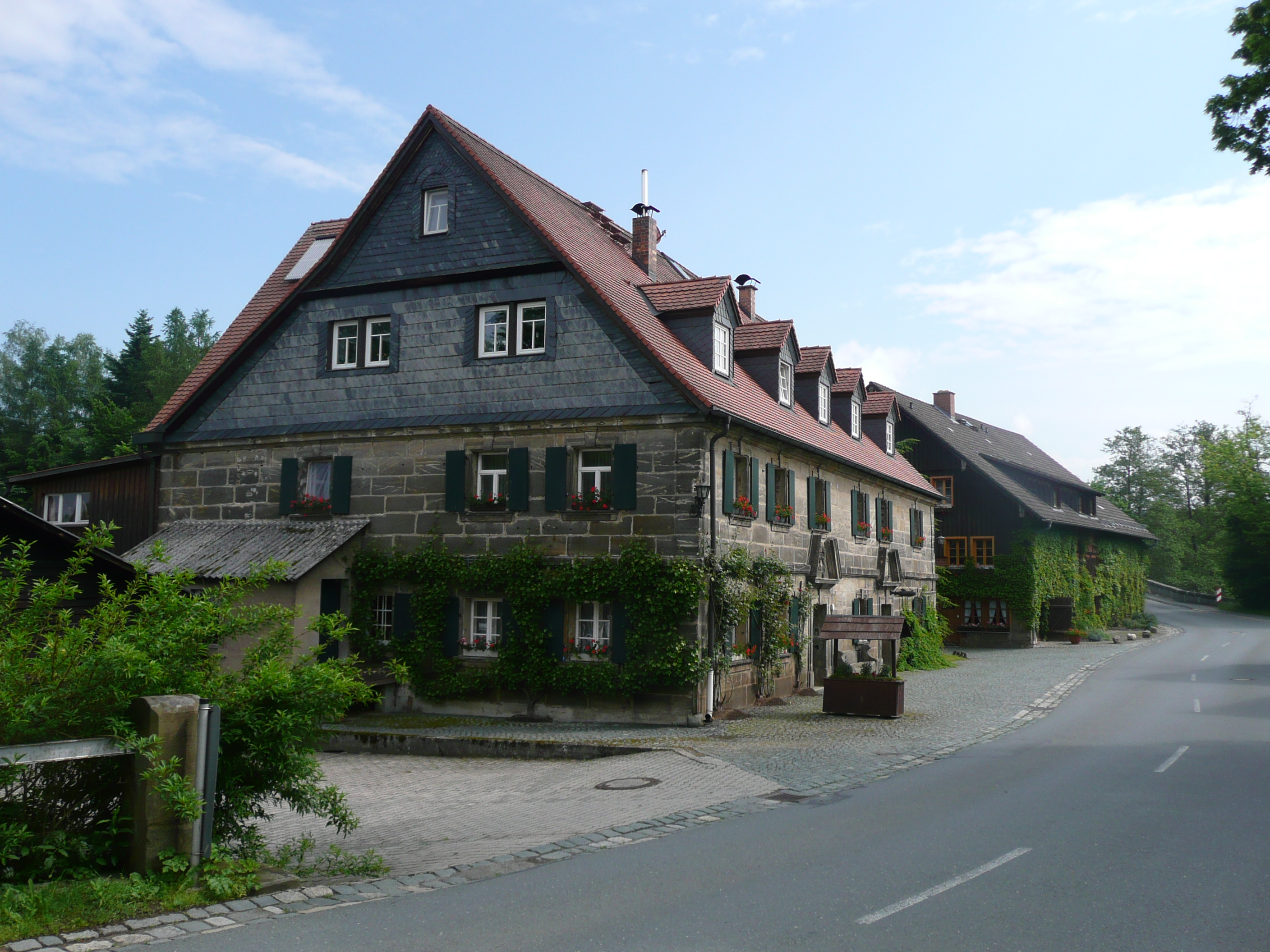
Haus Nr. 1: Ehemalige Mühle

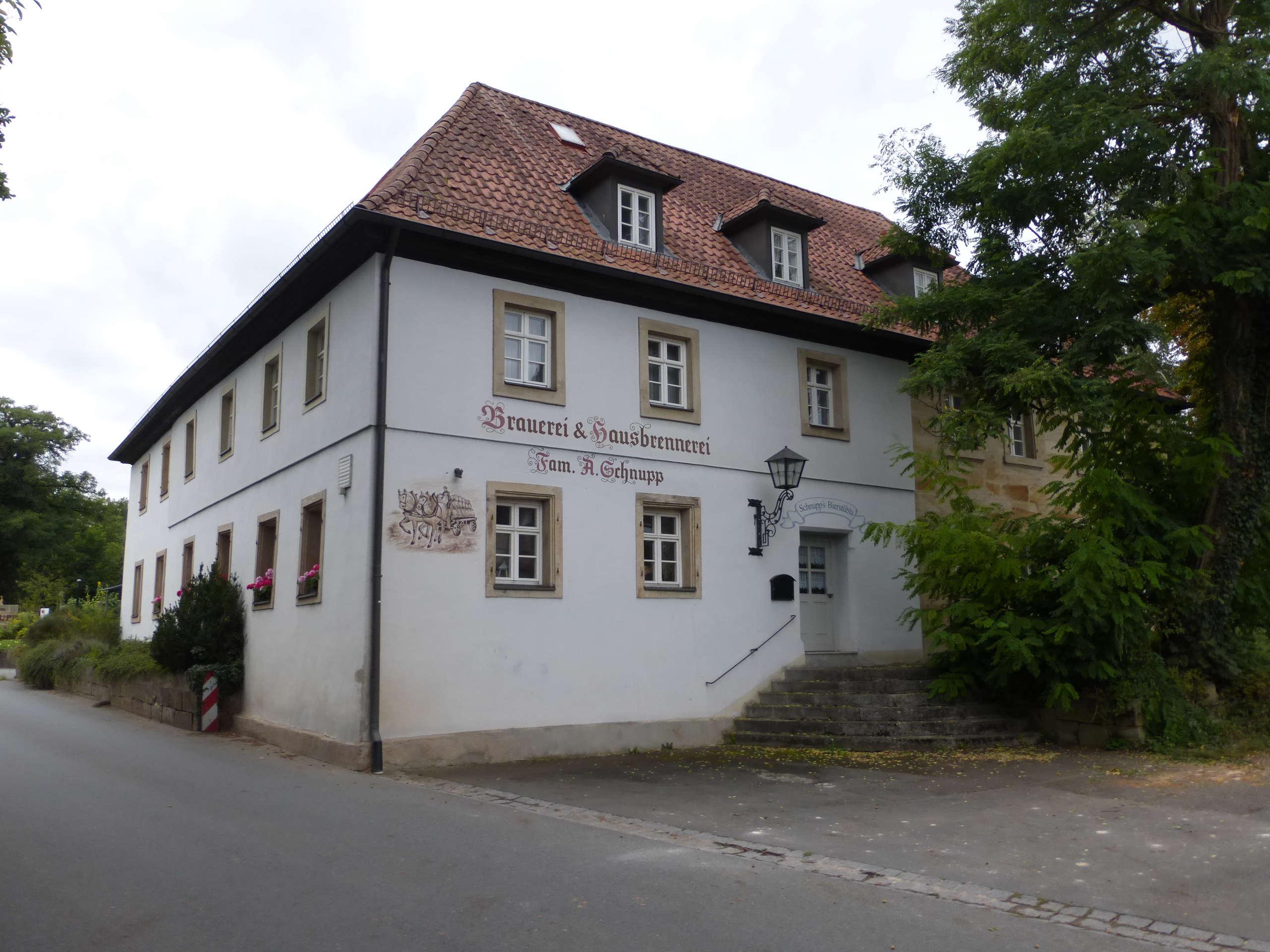
Haus Nr. 8: Gasthaus

Gegen Ende des 18. Jahrhunderts gab es in Altdrossenfeld 17 Anwesen. Die Hochgerichtsbarkeit stand dem bayreuthischen Stadtvogteiamt Bayreuth zu. Die Dorf- und Gemeindeherrschaft hatte das Hofkastenamt Bayreuth. Grundherren waren das Hofkastenamt Bayreuth (ein Söldengut mit Zapfenschenke, Backrecht, Bräuhaus, Mühle und einem Söldengut), die Hofkanzlei Bayreuth (eine Schmiede, ein Söldengut), der Langheimer Amtshof (ein Hof, eine Sölde), die Herrschaft Thurnau (ein Gütlein), das Rittergut Thurnau (ein Gut, ein Gütlein, ein Tropfgut und ein Tropfgütlein), die Pfarrei Neudrossenfeld (drei Sölden) und das Gotteshaus Neudrossenfeld (ein Gütlein, ein Tropfgütlein).
Von 1797 bis 1810 unterstand der Ort dem Justiz- und Kammeramt Bayreuth. Nachdem im Jahr 1810 das Königreich Bayern das Fürstentum Bayreuth käuflich erworben hatte, wurde Altdrossenfeld bayerisch. Infolge des Ersten Gemeindeedikts wurde Altdrossenfeld dem 1812 gebildeten Steuerdistrikt Altenplos zugewiesen. Zugleich entstand die Ruralgemeinde Altdrossenfeld, zu der Dürrwiesen und Unterzinkenflur gehörten. Sie war in Verwaltung und Gerichtsbarkeit dem Landgericht Bayreuth zugeordnet und in der Finanzverwaltung dem Rentamt Bayreuth (1919 in Finanzamt Bayreuth umbenannt). In der freiwilligen Gerichtsbarkeit unterstanden drei Anwesen bis 1848 dem Patrimonialgericht Thurnau. Mit dem Gemeindeedikt von 1818 erfolgte die Eingemeindung von Aichen mit Lichtentanne und Sorg. Etwas später wurde auf dem Gemeindegebiet Waldmannsberg gegründet. Ab 1862 gehörte Altdrossenfeld zum Bezirksamt Bayreuth (1939 in Landkreis Bayreuth umbenannt). Die Gerichtsbarkeit blieb beim Landgericht Bayreuth (1879 in Amtsgericht Bayreuth umgewandelt). Die Gemeinde hatte eine Gebietsfläche von 2,881 km². Im Zuge der Gebietsreform in Bayern wurde die Gemeinde Altdrossenfeld am 30. April 1978 aufgelöst: Aichen, Altdrossenfeld, Unterzinkenflur und Waldmannsberg wurden nach Neudrossenfeld eingemeindet, Dürrwiesen, Lichtentanne und Sorg nach Heinersreuth.
Am 26. Juni 1909 wurde die Bahnstrecke Bayreuth–Thurnau mit dem Bahnhof Drossenfeld (in Altdrossenfeld) eröffnet. Der Personenverkehr wurde am 3. Juni 1973 wieder eingestellt, über Thurnau kamen aus Kulmbach bis Ende 1982 noch Güterzüge.

### Baudenkmäler
In der Bayerischen Denkmalliste sind acht Baudenkmäler aufgeführt:
- Haus Nr. 1: ehemalige Mühle
- Haus Nr. 3: Backofen
- Haus Nr. 4: Bauernhaus
- Haus Nr. 6: Wohnhaus mit Nebengebäude, Einfriedung und Wohnstallhaus
- Haus Nr. 8: Gasthaus
- Haus Nr. 9: Schmiedezeichen
- Brücke

### Einwohnerentwicklung

#### Gemeinde Altdrossenfeld
| Jahr      | 1822  | 1840   | 1852   | 1855   | 1861   | 1867   | 1871   | 1875   | 1880   | 1885   | 1890   | 1895   | 1900   | 1905   | 1910   | 1919   | 1925   | 1933   | 1939   | 1946   | 1950   | 1952   | 1961  | 1970   |
| Einwohner | 181   | 221    | 216    | 228    | 229    | 206    | 175    | 190    | 191    | 171    | 177    | 174    | 174    | 183    | 188    | 234    | 219    | 216    | 222    | 332    | 319    | 320    | 267   | 222    |
| Häuser    | 29    |        |        |        |        |        | 30     |        |        | 31     | 32     |        | 33     |        |        |        | 37     |        |        |        | 41     |        | 53    |        |
| Quelle    | [ 7 ] | [ 13 ] | [ 13 ] | [ 13 ] | [ 14 ] | [ 15 ] | [ 16 ] | [ 17 ] | [ 18 ] | [ 19 ] | [ 20 ] | [ 13 ] | [ 21 ] | [ 13 ] | [ 22 ] | [ 13 ] | [ 23 ] | [ 13 ] | [ 13 ] | [ 13 ] | [ 24 ] | [ 13 ] | [ 8 ] | [ 25 ] |

#### Ort Altdrossenfeld
| Jahr      | 001819 | 001822 | 001861 | 001871 | 001885 | 001900 | 001925 | 001950 | 001961 | 001970 | 001987 |
| Einwohner | 105    | 96     | 116    | 84     | 85     | 80     | 120    | 186    | 153    | 129    | 109    |
| Häuser    |        | 17     |        |        | 17     | 17     | 21     | 24     | 31     |        | 37     |
| Quelle    | [ 26 ] | [ 7 ]  | [ 14 ] | [ 16 ] | [ 19 ] | [ 21 ] | [ 23 ] | [ 24 ] | [ 8 ]  | [ 25 ] | [ 1 ]  |

## Religion
Altdrossenfeld ist seit der Reformation evangelisch-lutherisch geprägt und zur Dreifaltigkeitskirche in Neudrossenfeld gepfarrt.